# Bruno Gomes da Silva Clevelário
Bruno Gomes da Silva Clevelário (nascido em 4 de abril de 2001), ou apenas Bruno Gomes, é um futebolista brasileiro que atua como lateral-direito e volante que joga pelo Internacional.

## Carreira
Bruno Gomes foi revelado nas categorias de base do Vasco da Gama, subindo para o time profissional com apenas 18 anos. Pelo time de São Januário, disputou 74 partidas e marcou dois gols. Em 2022, transferiu-se definitivamente para o Sport Club Internacional, em negociação onde Zé Gabriel também se transferiu para o Vasco.
Após apenas uma partida disputada pelo Internacional, Gomes foi emprestado ao Coritiba até o fim de 2022. Mais tarde, ele assinou definitivamente com o Coxa por mais um ano.
Em 2024, com a ajuda do técnico argentino Eduardo Coudet, Bruno Gomes foi recontratado pelo Inter em um contrato de 4 anos, com o clube detendo 75% dos direitos do atleta. Após a saída dos laterais-direito Bustos e Mallo, Bruno Gomes passou a jogar improvisado na posição pelo técnico Roger Machado, encerrando 2024 como titular da posição na equipe.

## Títulos
Internacional
- Campeonato Gaúcho: 2025

## Links externos
- Perfil do Coritiba (em português brasileiro)